# サンティアゴ・ビラセカ
サンティアゴ・ビラセカ（Santiago Vilaseca、1984年9月17日 - ）は、ウルグアイの元ラグビーユニオン選手。

## プロフィール
- ウルグアイ・モンテビデオ出身[1]。
- 現役時代のポジションはロック(LO)。
- 身長 187cm、体重 104kg
- 弟のアンドレスはラグビー選手[2](ウルグアイ代表)。
- ウルグアイ代表通算キャップ数は37でラグビーワールドカップ2015のウルグアイ代表に選ばれて同大会のウルグアイ代表主将を務めた[3]。

## 略歴
2008年、オールド・ボーイス・クルブに加入。
2017年、現役引退。